# Кубарев, Евгений Михайлович
Кубарев Евгений Михайлович (6 ноября 1921, Самара — 2001) — советский и российский учёный-лингвист, кандидат филологических наук, профессор кафедры общего языкознания Куйбышевского Государственного Педагогического Института, декан факультета Иностранных языков, проректор по научной работе, заведующий кафедрой русского языка (1983—1988), преподаватель дисциплин «Введение в языкознание», «Общее языкознание».
Специалист в области сопоставительного языкознания и языка художественных произведений, автор монографических исследований.

## Биография
Родился Евгений Михайлович 6 ноября 1921 года в Самаре, в семье врача — доцента медицинского института Кубарева Михаила Викторовича.
В 1939 году поступил в Куйбышевского государственный педагогический институт, который закончил только в 1952 году, после окончания Великой Отечественной войны и службы в армии. Участвовал в освобождении территории Украины, Румынии, Польши, Чехословакии. Окончание войны встретил в Дрездене. Несколько лет после войны возглавлял в Вене отдел культуры в газете для населения Австрии. Пропагандировал русскую культуру, писал рецензии на венские театральные постановки В.Шекспира, Б.Шоу, А. П. Чехова, М. Горького.
Преподавательскую деятельность начал с работы в Суворовском военном училище. В аспирантуре обучался под руководством известного филолога Гвоздева Александра Николаевича и является последователем его научных достижений. Евгений Михайлович Кубарев владел несколькими иностранными языками, обладал эрудицией и лингвистическим чутьём, что сформировало специфику его научных интересов, связанных с изучением, сравнением и сопоставлением общих для ряда европейских языков грамматических категорий.
В 1963 году Кубарев защитил кандидатскую диссертацию по теме «Интонационно-отрицательные конструкции со словами разве, неужели, хоть бы, будто, чтобы в русском языке в сопоставлении с немецким, французским, английским языками».
В отечественной русистике это был один из наиболее ранних опытов функционально-семантического подхода (метод «активной грамматики», по терминологии академика Льва Владимировича Щербы). Евгений Михайлович раскрыл много разнообразных средств эмоционально-экспрессивного отрицания, имеющих форму «мнимовопросительных» предложений. На материале параллельных оригинальных текстов и переводов с русского или на русский в англ., нем., франц. языки Кубарев создал оригинальную концепцию синтактико-стилистических, экспрессивно-отрицательных и экспрессивно-модальных категорий.
Другим значительным направлением в научной деятельности Е. Кубарева было изучение языка художественных произведений. Сравнивая ранние, более поздние и окончательные редакции гоголевского Ревизора, пушкинского «Медного всадника», учёный обосновал достоинства «естественного языкового эксперимента».
Евгений Михайлович был авторитетным преподавателем для коллег и студентов. Много времени он уделял практической работе, читал лекции, проводил спецсеминары, проверял рефераты, занимался творческой деятельностью.